# حادثة حفلة شاي بوسطن

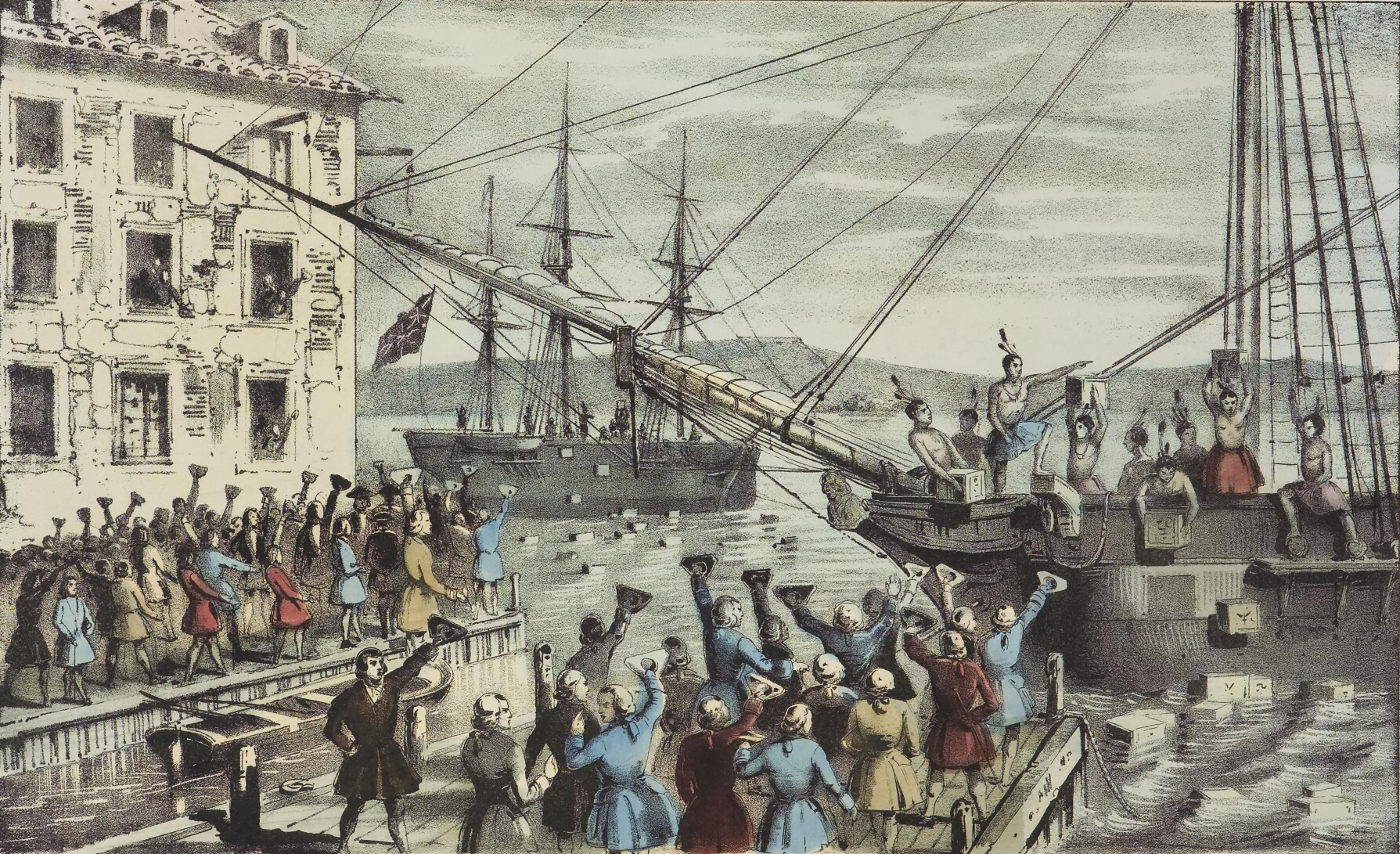
عمل فني من إنجاز ناثايل كورير بعنوان "تخريب الشاي في ميناء بوسطن".

حادثة حفلة شاي بوسطن كانت حركة احتجاج سياسي قام بها مجموعة أبناء الحرية في بوسطن، التي كانت مدينة تتبع المستعمرة البريطانية في ماساشوستس، ضد سياسات الضرائب للحكومة البريطانية وشركة الهند الشرقية، التي كانت تتحكم بجميع مستوردات الشاي إلى المستعمرات. في 16 ديسمبر 1773 رفض بعض المسؤولين في بوسطن إعادة ثلاث شحنات من الشاي المجمرك إلى بريطانيا، وقام مجموعة من المستوطنين بتسلق السفن وتخريب الشاي برميه في ميناء بوسطن. تعتبر هذه الحادثة من نقاط العلام في التاريخ الأمريكي.

## خلفية
نشأت حادثة حفلة شاي بوسطن من قضيتَين واجهتا الإمبراطورية البريطانية في عام 1765: أوّلهما، المشاكل المالية التي واجهت شركة الهند الشرقية البريطانية؛ والثانية، النزاع المستمر حول مدى سلطة البرلمان، إن وجدت، على المستعمرات البريطانية الأمريكية بدون الرجوع لأي تمثيل منتخب. أدت محاولة وزارة الشمال لحل هذه القضايا إلى مواجهات انتهت بحدوث ثورة.

### تجارة الشاي حتى عام 1767
عندما طور الأوروبيون الشاي بطعمته الخاصة في القرن السابع عشر، تشكلت شركات منافسة لاستيراد المنتج من الصين. في إنجلترا، منح البرلمان شركة الهند الشرقية حق احتكار استيراد الشاي في عام 1698. عندما أصبح الشاي شائعًا في المستعمرات البريطانية، سعى البرلمان إلى القضاء على المنافسة الأجنبية من خلال إصدار قانون في عام 1721 يلزم المستعمرين باستيراد الشاي من بريطانيا العظمى فقط. لم تُصدّر شركة الهند الشرقية الشاي إلى المستعمرات. وطُلب من الشركة، بموجب القانون بيع الشاي بالجملة في مزادات في إنجلترا. اشترت الشركات البريطانية هذا الشاي وصدرته إلى المستعمرات، حيث أعادوا بيعه للتجار في بوسطن ونيويورك وفيلادلفيا وتشارلستون.
حتى عام 1767، كانت شركة الهند الشرقية تدفع ضريبة قيمية تبلغ حوالي 25% على الشاي الذي تستورده إلى بريطانيا العظمى. فرض البرلمان ضرائب إضافية على الشاي المباع للاستهلاك في بريطانيا. نتيجة لهذه الضرائب المرتفعة، وحقيقة أن الشاي المستورد إلى الجمهورية الهولندية كان خال من الضرائب من قبل الحكومة الهولندية اشترى البريطانيون والأمريكيون البريطانيون الشاي الهولندي المهرَّب بأسعار أرخص بكثير. كانت إنجلترا أكبر سوق للشاي غير المشروع، بحلول ستينيات القرن الثامن عشر كانت شركة الهند الشرقية تخسر 400 ألف جنيه إسترليني سنويًا للمهربين في بريطانيا العظمى، إضافة إلى الشاي الهولندي المُهرب إلى أمريكا البريطانية بكميات كبيرة.
في عام 1767، أقر البرلمان قانون التعويض لمساعدة شركة الهند الشرقية على التنافس مع الشاي الهولندي المهرَّب، الذي خفض الضريبة على الشاي المستهلك في بريطانيا العظمى وأعطى شركة الهند الشرقية استردادًا بنسبة 25% من الرسوم المفروضة على الشاي. للمساعدة في تعويض هذه الخسارة في الإيرادات الحكومية، أصدر البرلمان أيضًا قانون تاونشيند ريفينيو لعام 1767، والذي فرض ضرائب جديدة، بما في على الشاي، في المستعمرات. وبدلًا من حل مشكلة التهريب، جدد قانون تاونشند الجدل حول حق البرلمان في فرض ضرائب على المستعمرات.

### أزمة رسوم قانون تاونشند
نشأ جدل بين بريطانيا العظمى والمستعمرات في ستينيات القرن الثامن عشر عندما سعى البرلمان لأول مرة إلى فرض ضريبة مباشرة على المستعمرات بغرض زيادة الإيرادات. اعترض بعض المستعمرين، المعروفين في المستعمرات باسم الويغز (وطنيون)، على برنامج الضرائب الجديد، بحجة أنه كان انتهاكًا للدستور البريطاني. اتفق البريطانيون والأمريكيون البريطانيون على أنه، وفقًا للدستور، لا يمكن فرض ضرائب على الرعايا البريطانيين بدون موافقة ممثليهم المنتخبين. في بريطانيا العظمى، كان هذا يعني أنه لا يمكن فرض الضرائب إلا من قبل البرلمان. ومع ذلك، لم ينتخب المستعمرون أعضاء البرلمان؛ لذلك جادل اليمينيون الأمريكيون بعدم شرعية فرض الضرائب على المستعمرات من قبل تلك الهيئة. وفقًا للويغز، لا يمكن فرض ضرائب على المستعمرين إلا من قبل جمعياتهم الاستعمارية. أدت الاحتجاجات الاستعمارية إلى إلغاء قانون الطوابع في عام 1766، ولكن في إعلان قانون 1766، واصل البرلمان الإصرار على أن له الحق في التشريع للمستعمرات «في جميع الحالات على الإطلاق».
عندما فرض قانون تاونشند ريفينيو لعام 1767 ضرائب جديدة، رد المستعمرون اليمينيون مرة أخرى بالاحتجاجات والمقاطعات. نظم التجار اتفاقية عدم استيراد، وتعهد العديد من المستعمرين بالامتناع عن شرب الشاي البريطاني، مع تشجيع النشطاء في نيو إنغلاند لإيجاد بدائل، مثل شاي لابرادور المحلي. استمر التهريب على قدم وساق، خاصة في نيويورك وفيلادلفيا، حيث كان تهريب الشاي دائمًا أكثر انتشارًا مما هو عليه في بوسطن. استمر استيراد الشاي البريطاني إلى بوسطن، خاصةً من قبل ريتشارد كلارك وأبناء حاكم ولاية ماساتشوستس توماس هاتشينسون، إلى أن أجبرهم ضغوط الويغز في ماساتشوستس على الالتزام باتفاقية عدم الاستيراد.
رد البرلمان أخيرًا على الاحتجاجات بإلغاء رسوم قانون تاونشند في عام 1770، مع الإبقاء على رسوم استيراد الشاي، إذ أكد رئيس الوزراء لورد نورث وقتها على «الحق في فرض ضرائب على الأمريكيين». كان هذا الإلغاء الجزئي للضرائب كافيًا لوضع حد لحركة عدم الاستيراد بحلول أكتوبر 1770. منذ عام 1771 حتى عام 1773، استوردت المستعمرات الشاي البريطاني مرة أخرى بكميات كبيرة، ودفع التجار رسوم تاونشند وهي ثلاثة بنسات لكل رطل من وزن الشاي. كانت بوسطن أكبر مستورد استعماري للشاي القانوني. واستمرت هيمنة المهربين على السوق في نيويورك وفيلادلفيا.

## اقرأ أيضا
- حركة الشاي المعاصرة